# Mali Dol (Kraljevica)
Mali Dol  (olaszul: Vallepiccola) falu Horvátországban, Tengermellék-Hegyvidék megyében. Közigazgatásilag Kraljevicához tartozik.

## Fekvése
Fiumétól 16 km-re, községközpontjától 4 km-re délkeletre fekszik. A szomszédos Križišćével teljesen össze van épülve olyannyira, hogy a križišćei plébánia is itt található.

## Története
Területe a középkorban a Frangepánok vinodoli hercegségéhez tartozott, később a Zrínyiek birtoka volt. 
1857-ben 376, 1910-ben 331 lakosa volt. A trianoni békeszerződésig Modrus-Fiume vármegye Sušaki járásához tartozott. 2011-ben 178-an lakták.

## Lakosság
| Lakosság változása | Lakosság változása | Lakosság változása | Lakosság változása | Lakosság változása | Lakosság változása | Lakosság változása | Lakosság változása | Lakosság változása | Lakosság változása | Lakosság változása | Lakosság változása | Lakosság változása | Lakosság változása | Lakosság változása | Lakosság változása |
| ------------------ | ------------------ | ------------------ | ------------------ | ------------------ | ------------------ | ------------------ | ------------------ | ------------------ | ------------------ | ------------------ | ------------------ | ------------------ | ------------------ | ------------------ | ------------------ |
| 1857               | 1869               | 1880               | 1890               | 1900               | 1910               | 1921               | 1931               | 1948               | 1953               | 1961               | 1971               | 1981               | 1991               | 2001               | 2011               |
| 376                | 427                | 316                | 371                | 385                | 331                | 313                | 211                | 321                | 239                | 263                | 227                | 186                | 200                | 199                | 178                |